# A' Katīgoria 2006-2007
L'edizione 2006-2007 della A' Katīgoria fu la 68ª del massimo campionato di calcio cipriota; vide la vittoria finale dell'APOEL, che conquistò il suo diciannovesimo titolo.
Capocannoniere del torneo fu Esteban Solari dell'APOEL con 20 reti.

## Formula
Le 14 squadre partecipanti disputarono il campionato incontrandosi in due gironi di andata e ritorno, per un totale di 26 giornate. Erano previste tre retrocessioni.

## Classifica finale
|  |    | Classifica finale    | G  | V  | N  | P  | GF | GS | DR  | Punti |
|  | -- | -------------------- | -- | -- | -- | -- | -- | -- | --- | ----- |
|  | 1  | APOEL                | 26 | 20 | 4  | 2  | 59 | 22 | +37 | 64    |
|  | 2  | Omonia               | 26 | 18 | 3  | 5  | 62 | 22 | +40 | 57    |
|  | 3  | Anorthōsis (CC)      | 26 | 16 | 5  | 5  | 42 | 20 | +22 | 53    |
|  | 4  | Ethnikos Achnas      | 26 | 10 | 7  | 9  | 38 | 33 | +5  | 37    |
|  | 5  | EN Paralimni         | 26 | 10 | 5  | 11 | 31 | 27 | +4  | 35    |
|  | 6  | Apollōn Limassol (C) | 26 | 8  | 11 | 7  | 35 | 36 | -1  | 35    |
|  | 7  | AEK Larnaca          | 26 | 8  | 10 | 8  | 33 | 32 | +1  | 34    |
|  | 8  | Arīs Limassol        | 26 | 9  | 5  | 12 | 39 | 58 | -19 | 32    |
|  | 9  | Nea Salamis          | 26 | 7  | 9  | 10 | 32 | 41 | -9  | 30    |
|  | 10 | AEL Limassol         | 26 | 8  | 6  | 12 | 31 | 42 | -11 | 30    |
|  | 11 | Olympiakos Nicosia   | 26 | 6  | 10 | 10 | 24 | 36 | -12 | 28    |
|  | 12 | Digenīs Morphou      | 26 | 5  | 10 | 11 | 23 | 41 | -18 | 25    |
|  | 13 | Agia Napa            | 26 | 4  | 8  | 14 | 26 | 41 | -15 | 20    |
|  | 14 | AEP Paphos           | 26 | 3  | 9  | 14 | 21 | 45 | -24 | 18    |

G = Partite giocate; V = Vittorie; N = Nulle/Pareggi; P = Perse; GF = Goal fatti; GS = Goal subiti; DR = Differenza reti.
- (C): Campione nella stagione precedente
- (CC): Vince la Coppa di Cipro

### Verdetti
- APOEL Campione di Cipro 2006-2007.
- Digenis Morphou, Ayia Napa e AE Paphos retrocesse in Seconda Divisione.

### Qualificazioni alle Coppe europee
- UEFA Champions League 2007-2008: APOEL qualificato al primo turno preliminare.
- Coppa UEFA 2007-2008: Anorthosis (come vincitore di Coppa) e Omonia qualificate al primo turno preliminare.
- Coppa Intertoto 2007: Ethnikos Achnas qualificato.